# Iso (Gattung)
Iso ist eine Gattung der Ährenfischartigen (Atheriniformes), die mit fünf Arten in der Brandungszone vor allem an Felsküsten des tropischen Indopazifik vorkommt.

## Merkmale
Iso-Arten sind kleine Fische und werden nur vier bis acht Zentimeter lang. Ihr Körper ist seitlich stark abgeflacht, erreicht seine größte Höhe an der Bauchflossenbasis und wird danach bis zum Schwanzflossenstiel zunehmend flacher. Die Bauchkante ist kielartig. Der Kopf ist klein, die „Schnauze“ (Region zwischen Augen und Maulspitze) abgerundet, das Maul steht schräg. Die Prämaxillare ist nicht protraktil (nicht vorstülpbar) und mit dem Schädel durch ein mittiges Frenulum verbunden. Die Maxillare ist vorn leicht konkav. Die Kieferzähne auf der Prämaxillare und im Unterkiefer sind klein, aber gut entwickelt und nach hinten gebogen. Auch das Pflugscharbein ist bei einigen Arten bezahnt, Gaumenbeinzähne fehlen immer. Die Kiemenöffnungen sind groß, die Kiemenreusenstrahlen auf dem ersten Kiemenbogen gut entwickelt.
Iso-Arten sind silbrig gefärbt, ein dunkles Längsband erstreckt sich von der Brustflossenbasis bis zum Schwanzflossenstiel. Die Schuppen sind oval, der Kopf ist schuppenlos. Die Brustflossen stehen hoch, die Bauchflossen niedrig.
- Flossenformel: Dorsale 1 III-VI, Dorsale 2 i/1/9-16, Anale i/1/19-27.
- Schuppenformel 42-55 (mLR)

## Systematik
Die erste Art der Gattung, Iso rhothophilus, wurde 1901 durch den irischen Naturforscher James Douglas Ogilby als Tropidostethus rhothopilus beschrieben. Da der Gattungsname Tropidostethus allerdings schon für eine Springschreckengattung vergeben worden war, wurde Iso 1901 durch die US-amerikanischen Ichthyologen Jordan & Starks als neue Gattung aufgestellt und zunächst den Neuweltlichen Ährenfischen (Atherinopsidae) zugeordnet. 1964 stellt der amerikanische Ichthyologe Donn Rosen dann die monotypische Familie Isonidae für die Gattung auf. Dyer und Chernoff ordneten Iso 1996 der Familie Notocheiridae zu, da sie Iso und Notocheirus als Schwestergattungen ansahen. Für die Familie Notocheiridae gaben sie allerdings nur drei Autapomorphien an. 2006 wurde die Familie Isonidae durch Saeed, Ivantsoff & Aarn wieder revalidiert, da sich Notocheirus und Iso durch mindestens 20 Merkmale unterscheiden.

## Arten
- Iso flosmaris Jordan & Starks, 1901
- Iso hawaiiensis Gosline, 1952
- Iso natalensis Regan, 1919
- Iso nesiotes Saeed, Ivantsoff & Crowley, 1993
- Iso rhothophilus (Ogilby, 1895)